# Gymnasium Wenzgasse
Das Bundesgymnasium, Bundesrealgymnasium und Wirtschaftskundliche Realgymnasium 13 Wenzgasse ist eine Schule im 13. Wiener Gemeindebezirk Hietzing.

## Schulprofil
Das Gymnasium Wenzgasse ist eine von fünf allgemeinbildenden höheren Schulen in Hietzing, unter anderem neben dem Gymnasium und Wirtschaftskundlichen Realgymnasium im Dominikanerinnenkonvent (Wien).
Beim Schultyp Bundesgymnasium liegt der Schwerpunkt auf Sprachen. Ab der dritten Klasse wird wahlweise Latein oder Französisch als Pflichtfach angeboten. Im auf Naturwissenschaften spezialisierten Bundesrealgymnasium wird im Gymnasium Wenzgasse ab der 7. Klasse Darstellende Geometrie oder Biologie und Physik unterrichtet. Das Wirtschaftskundliche Realgymnasium legt den Schwerpunkt unter anderem auf die Fächer Werkerziehung, Chemie und Haushaltsökonomie.
Die Schule liegt in einem Villengebiet im westlichsten Teil von Alt-Hietzing und östlich des Hietzinger Bezirksteils Unter-Sankt-Veit. An sie schließen Häuserblöcke des Hietzinger Cottageviertels an.

## Geschichte und Architektur

### Bauteil Larochegasse

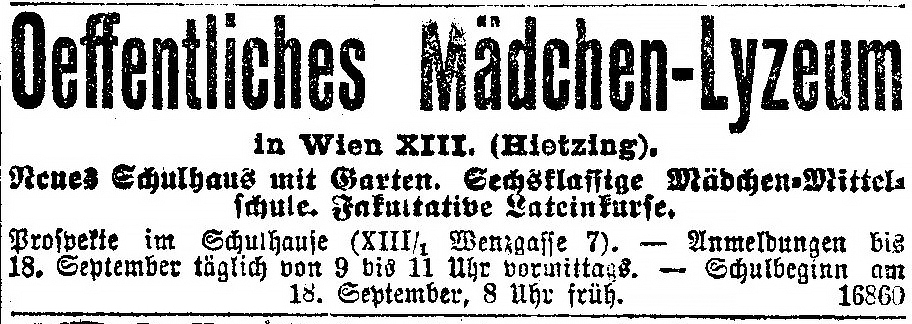
Annonce, Neue Freie Presse, 15. September 1906

Die Schule wurde vom Verein Hietzinger Lyzeumsgesellschaft 1904 als sechsjähriges Mädchenlyzeum gegründet. Sie nahm unter dem Direktor Rudolf Ortmann ihren Betrieb zunächst behelfsmäßig in der Wattmanngasse auf, bis 1906 das vom Verein errichtete Schulgebäude an seinem heutigen Standort in der Larochegasse 2, auf den Gründen des aufgelassenen Vergnügungsetablissements Neue Welt, fertiggestellt war.
1911 wurde zusätzlich eine zweijährige Handelsschule für Mädchen angeboten, im Schuljahr 1914/15 wurde hier auch eine fünfklassige Volksschule für Knaben und Mädchen geführt. Im Herbst 1916 begann die Schule, zusätzlich Realgymnasiumsklassen der Oberstufe (zu besuchen nach vier Jahren im Lyzeum) und Matura für Mädchen anzubieten.
1920 fanden hier die ersten Reifeprüfungen nach dem Lehrplan des Realgymnasiums statt. 1921 fand die letzte Abschlussprüfung einer Lyzeumsklasse statt. Im gleichen Jahr wurde auch begonnen, den zur Matura führenden Schultypus Frauenoberschule anzubieten.
Die Schule wurde seit 1907 in Lehmanns Wiener Adressbuch mit der Adresse 13., Wenzgasse 7, geführt, obwohl sich der Haupteingang in den ersten Jahrzehnten in der Larochegasse 2 befand (und heute wieder befindet). Das vom Verein angekaufte Grundstück bot in der Wenzgasse Platz für einen ausgedehnten Schulgarten, Ende der 1920er Jahre auch Platz für einen Erweiterungsbau.
Der älteste, an der Larochegasse gelegene Trakt ist ein Werk des Architekten und Stadtbaumeisters Heinrich Kaiser. Die Fassade ist hier zum Teil im Secessionsstil gestaltet. Über dem Portal sind große korinthische Halbsäulen angebracht. 1909, 1912 und 1913 erfolgten jeweils kleinere Erweiterungen und Ausbauten des Gebäudes, vom schulerhaltenden Verein in Auftrag gegeben.
Auf einem Teil des heutigen Schulareals befand sich (siehe Inserat von 1908) einst ein Zweigbetrieb der Firma F. Ad. Richter & Cie. aus Rudolstadt, Thüringen, königlicher Hof- und Kammerlieferant, die Anker-Steinbaukästen herstellte.

### Bauteil Wenzgasse
1930/31 wurde auf einem Teil des Grundstücks des Schulgartens in der Wenzgasse ein großer, architektonisch moderner Erweiterungsbau errichtet, gestaltet nach Plänen der Architekten Hans Jaksch und Siegfried Theiss unter Mitarbeit von Bernard Rudofsky und W(ilhelm) Fabian. Die Architektur des Baus gilt als typisch für den Internationalen Stil in Wien, vergleichbar dem zur gleichen Zeit und ebenfalls nach Plänen von Jaksch und Theiss errichteten Hochhaus Herrengasse in der Altstadt. Nun befand sich der Haupteingang für einige Jahrzehnte hier.
Der Jaksch-Theiss-Trakt weist in geringen Abständen zueinander große Fenster mit dünnen Eisenrahmen auf und besitzt einen Portalvorbau aus Metall und Glas sowie eine Eingangshalle, die in ein Stiegenhaus mit unverbautem Zentralbereich überleitet. Friedrich Achleitner bezeichnete den Trakt als einen der interessantesten Schulbauten der dreißiger Jahre.

### Geschichte 1937–1945

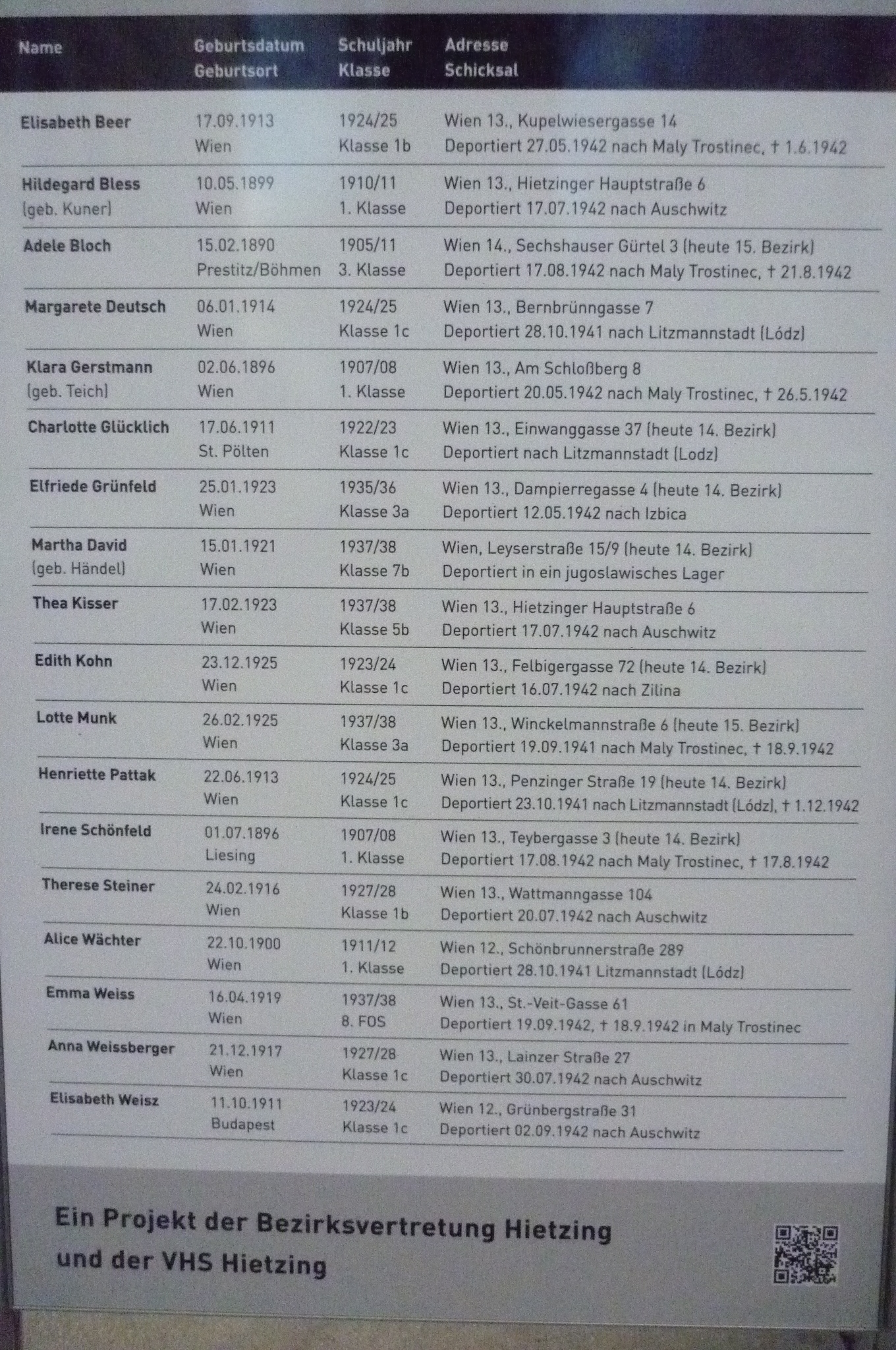
Gedenktafel für ermordete Schülerinnen vor dem Schultor, Stand 2014

Im Schuljahr 1937/38 wurden laut Jahresbericht an der Schule zum Teil staatlich, zum Teil beim schulerhaltenden Verein Hietzinger Mädchenmittelschule angestellte Lehrkräfte eingesetzt. Es wurde aber der zuvor wiederholt geäußerte Wunsch festgehalten, der Staat möge den Schulbetrieb komplett übernehmen.
Nach dem „Anschluss“ an das Deutsche Reich, 1938, mussten binnen sechs Monaten 120 Schülerinnen das Gymnasium verlassen. Viele von ihnen konnten noch rechtzeitig flüchten.
18 Mädchen und Frauen, die früher hier Schülerinnen waren (Geburtsjahrgänge 1890 bis 1925) sowie die drei Lehrerinnen Irene Jerusalem (1882–1941/'42), Paula Fuchs (1889–1942) und Martha Weissweiler (1888–1942) wurden vom NS-Regime ermordet. 2014 wurden sie auf einer Gedenktafel in der Larochegasse 2 genannt.
Von November 1943 bis zum Herbst 1945 nahm die damalige Oberschule für Mädchen an der sogenannten Kinderlandverschickung (KLV) teil. Damit sollten Schulkinder aus Gefahrenzonen des Bombenkrieges gebracht werden. Die Wenzgassen-Schülerinnen wurden in KLV-Lagern in Hollenstein an der Ybbs und Schloss Hohenlehen, beide in Niederdonau, und in Perau bei Gmünd in Kärnten untergebracht und unterrichtet. Der Rücktransport der Kinder nach Kriegsende war organisatorisch schwierig, da Verkehrsmittel fehlten und die Regeln der Besatzungsbehörden zu beachten waren.

### Bauteile 1970–1992
Von einer weiteren baulichen Vergrößerung der Schule, die 1970/71 durchgeführt wurde, blieb nur der Turnsaal bestehen, der an den Bauteil Wenzgasse im Inneren der Anlage angebaut wurde. 1976 wurden erstmals auch Knaben in die Schule aufgenommen. Zwischen dem ältesten Trakt und einem zweiten Turnsaal an der Larochegasse wurde von 1990 bis 1992 ein Zubau errichtet, in dem sich seither der neue Haupteingang Larochegasse befindet. Die gleichzeitig begonnene Generalsanierung des Gymnasiums wurde 1995 abgeschlossen. Der jüngste Trakt wurde nach Plänen der Architekten Theophil J. Melicher, Horst Gressenbauer und Georg Schwalm-Theiss erbaut.

## Bekannte ehemalige Schülerinnen und Schüler
| Name                                  | Maturajahr                                    | zur Person                             |
| ------------------------------------- | --------------------------------------------- | -------------------------------------- |
| Senta Berger                          | (1957 ans Reinhardt-Seminar)                  | Schauspielerin                         |
| Karl-Theodor Braun †                  | 1927                                          | Schiffbauingenieur und Hochschullehrer |
| Konstanze Breitebner                  | 1978?                                         | Schauspielerin                         |
| Elfie Donnelly                        | (Abgang 1965 nach der 5. Klasse)              | Autorin                                |
| Dagmar Fischer                        | 1987                                          | Autorin und Performancekünstlerin      |
| Ruth Karplus, später Rogers-Altmann † | (um 1934, hier nicht maturiert)               | Modedesignerin in den USA              |
| Stella Kreidl †                       | (hier nicht maturiert, Heirat 1933)           | Schriftstellerin                       |
| Berta Karlik †                        | 1923                                          | Physikerin                             |
| Anna Kim                              | 1995                                          | Autorin                                |
| Nico Langmann                         | 2015                                          | Rollstuhltennisspieler                 |
| Ingrid Leodolter, damals Zechner †    | 1937                                          | Gesundheitsministerin                  |
| Johannes Pietsch                      | 2020                                          | Sänger                                 |
| Pia Maria Plechl †                    | 1951                                          | Journalistin, Autorin                  |
| Georg Schneider                       | 1998                                          | Wirtschaftswissenschaftler             |
| Hilde Sochor †                        | 1942                                          | Schauspielerin                         |
| Anneliese Strenger †                  | 1932                                          | Zoologin und Anatomin                  |
| Elisabeth Waldheim, damals Ritschel † | (1940 kriegsbedingt Abgang aus der 7. Klasse) | Gattin des Bundespräsidenten 1986–1992 |
| Renate Welsh                          | 1955                                          | Autorin                                |